# 마나투투

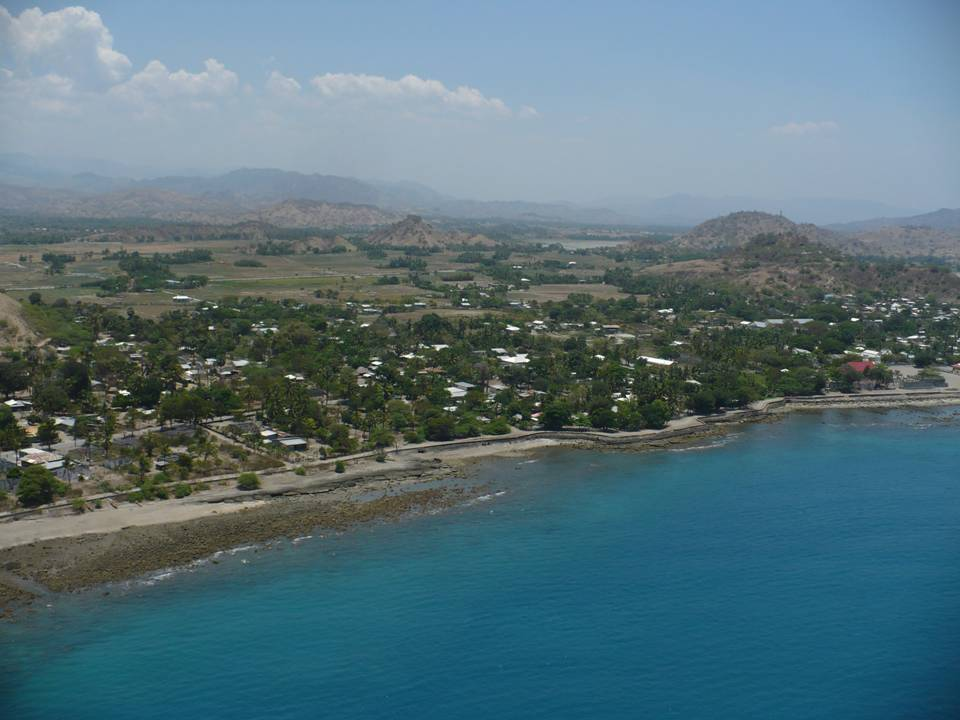
하늘에서 내려다 본 마나투투의 해변 풍경 (2009년 10월 촬영)

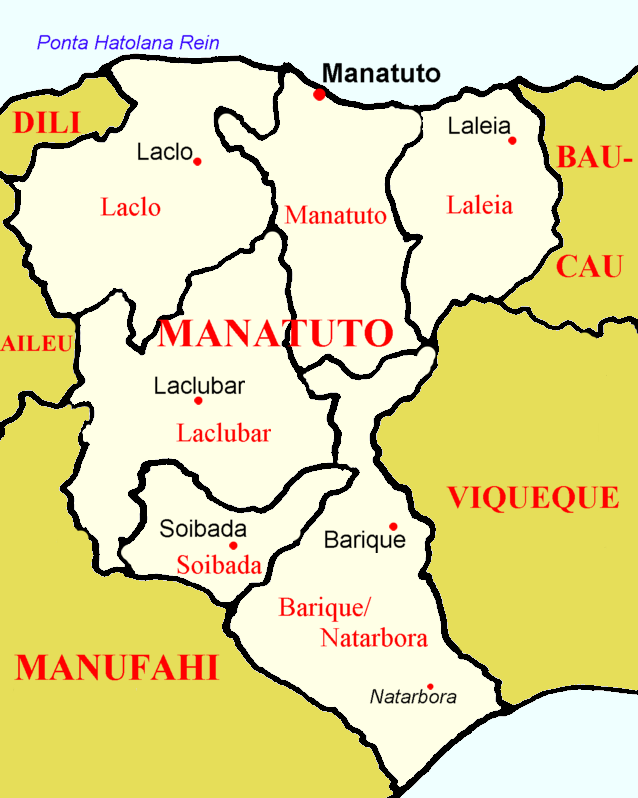
마나투투의 위치

마나투투(Manatuto)는 동티모르 북부 연안에 위치한 도시로 마나투투현의 현도이며 딜리(동티모르의 수도)에서 동쪽으로 64km 정도 떨어진 곳에 위치한다. 인구는 1,924명(2006년 기준)이다.